# École secondaire Gaétan-Gervais
L’École secondaire Gaétan-Gervais, connue avant comme l'École secondaire Oakville, est un établissement d’enseignement secondaire de langue française qui se trouve à Oakville, Ontario, Canada. Elle a été la première école secondaire francophone à s’établir dans la ville. Elle fait partie du Conseil Scolaire Viamonde.

## Historique
L’École secondaire Gaétan-Gervais a été ouverte avec 75 élèves le mardi 6 septembre 2011 sous le nom de l’École secondaire Oakville. C’est le 24 février 2012, lors de la célébration officielle de la première année d’opération de l’école, qu’elle dévoile le nom choisi par ses élèves: École secondaire Gaétan-Gervais en l’honneur de l’historien Gaétan Gervais qui a contribué à la création du drapeau franco-ontarien.
Pendant 5 ans, l’école secondaire partageait le bâtiment avec l’École élémentaire du Chêne. Depuis sa fondation, les élèves du secondaire ont maintes fois réclamé des aménagements plus adéquats pour leur école. Le 30 octobre 2015, Kevin Flynn le représentant d’Oakville au parlement ontarien, y est venu pour annoncer un investissement de près de 13 millions de dollars pour la construction d'un nouveau bâtiment au 1055, rue McCraney Est. La nouvelle école Gaétan-Gervais a accueilli plus de 170 élèves en septembre 2017.

## Écoles nourricières
Les écoles nourricières de la région sont:
- L’École élémentaire du Chêne qui partageait le même bâtiment que l’École secondaire Gaétan-Gervais jusqu'au juin 2017
- L’École élémentaire Patricia-Picknell à Oakville (1257, croissant Sedgewick)
- L’École élémentaire Horizon Jeunesse à Mississauga (1445, promenade Lewisham)
- L'école élémentaire Dyane-Adam à Milton (500, Cedar Hedge Road)

## Zone de fréquentation
L’école accueille des élèves venant d’Oakville, Milton et d’une partie de Mississauga

## Programmes offerts
Depuis septembre 2014, les élèves de onzième et de douzième année de l’École secondaire Gaétan-Gervais ont l’option de participer au programme du diplôme du Baccalauréat International.
L’école offre aussi le programme de la Majeure Haute Spécialisation (MHS) en Sports et en TIC, aux élèves de onzième et de douzième année. Ce programme a pour but d’inculquer des compétences indispensables pour réussir dans le monde du sport et de la santé grâce à des ateliers, des formations et des compétitions sportives.

## Sorties scolaires
En 2013, onze élèves de neuvième et dixième année ont aussi eu de la chance de participer à un voyage en Europe dans le cadre du cours d’histoire vers les Pays-Bas, la Belgique, la France et l’Allemagne. Ils ont visité plusieurs villes et régions du continent: Amsterdam, Berlin, Ypres, Paris, Normandie, Dieppe, Vimy, etc.
En mai 2015, les élèves de huitième année sont allés au Camp Muskoka en Ontario centrale pour développer leur leadership. Ils ont participé à plusieurs activités comme le soccer, une promenade en forêt et un feu de camp.

## Infrastructure technologique
L’École secondaire Gaétan-Gervais met plusieurs outils technologiques à disposition pour ses élèves :
- des ordinateurs portables
- un laboratoire d’ordinateurs
- des tablettes électroniques (Apple Ipad, Microsoft Surface)
- des tableaux blancs interactifs (tableaux SMART)

## Résultats aux épreuves du test provincial
4 cohortes (2012, 2013, 2014, 2015) ont passé le Test provincial de compétence linguistique (TPCL) avec un taux de réussite de 100 %. 